# Байа
Ба́й‘а или бая́т (араб. بيعة‎) — арабский термин, означающий «договор», «присяга», «клятва верности» и т. п.

## Конституционно-правовой договор
В исламских странах бай‘а — это конституционно-правовой договор правителя страны с высшим представительным органом — парламентом об условиях своего избрания и правления, что выражается в принятых на себя обязательствах и вытекающих из этого правах для их реализации. Конституционно-правовой договор явление новое для современной мировой практики, но органичное и естественное для исламского мира.
Западный мир знает только два современных типа конституционно-правового договора, а именно:
1. Договор о создании государства, отсюда вытекает такая форма федерации по типу создания как договорная федерация, которая считается крайне неустойчивой в отличие от конституционной федерации.
2. Пакт или договор об основных условиях проведения реформ, когда основные политические силы христианской страны в эпоху реформ в данной стране заключают соглашения об основных параметрах проведения реформ, которым обязуются безусловно следовать.

В содержание бай‘а можно отнести следующие условия:
- Условия избрания — что включает в себя факт заключения договора, соблюдение процедуры избрания и условия цензов, к которым можно отнести возраст — 35 лет, мусульманин (хотя возможны и исключения), добрый и справедливый нрав (имеется в виду поведение, репутация), высшее образование, политический опыт.
- Условия правления — система взаимных обязательств, возможно более конкретизированных: политических, экономических, социальных и культурных прав и обязанностей, то есть обязательства по выполнению своей предвыборной программы.
- Условия досрочного ухода с поста — импичмент, по состоянию здоровья и так далее, это больше выражается именно в бай‘а, а не в Конституции (Основном низаме).

Таким образом, бай‘а является одним из отличительных правовых институтов исламского конституционного права и позволяет ему динамично развиваться, не теряя связи с традицией.
Процедура заключения байа выглядит следующим образом: правитель избирается в стране, Меджлис аль-Байа в срок от 10 до 30 дней после избрания и не позднее чем за месяц до вступления в должность предлагает заключить договор правителю. Отказ от Байа делает избрание недействительным. Попытка вступить в должность без байа есть государственный мятеж против основ власти в стране.

## Суфизм
В суфизме бай‘а представляет собой обряд инициации, при которой ученик (мюрид) дает присягу (клятву) своему учителю (муршиду) о том, что он останется верен ему и будет выполнять все его указания. Байа сопровождается рукопожатием и передачей суфийского облачения (хирки) и колпака дервиша (таджа).